# الجواودة (بنزرت)
الجَوَأوِدَة قرية تونسية تقع في ولاية بنزرت. ترقيمها البريدي هو 7042.

### مواضيع ذات علاقة
- ولاية بنزرت.